# Élections municipales de 2021 dans Rivière-du-Loup
Pour un article plus général, voir Élections municipales de 2021 dans le Bas-Saint-Laurent.
Cet article concerne les élections municipales de 2021 dans le Bas-Saint-Laurent  dans la municipalité régionale de comté de Rivière-du-Loup.

## Cacouna
|             | Élection (2017)                                                                          | Dissolution (2021)                                                                       | Élection (2021)                                                                                        |
| Maire       | Ghislaine Daris                                                                          | Ghislaine Daris                                                                          | Suzanne Rhéaume                                                                                        |
| Conseillers | Danielle Gagné Rémi Beaulieu Francine Côté Benoît Thériault Bruno Gagnon Suzanne Rhéaume | Danielle Gagné Rémi Beaulieu Francine Côté Benoît Thériault Bruno Gagnon Suzanne Rhéaume | Johanne Pelletier Rémi Beaulieu Francine Côté Ghislain Mailloux Danielle Bélanger Louis-René Perreault |

| Partis | Partis         | Candidats pour la mairie                    | Vote            | %               |
| ------ | -------------- | ------------------------------------------- | --------------- | --------------- |
|        | Équipe Cacouna | Suzanne Rhéaume (Sortante d'un autre poste) | Sans opposition | Sans opposition |

| Partis | Partis         | Candidats conseiller #1 | Vote            | %               |
| ------ | -------------- | ----------------------- | --------------- | --------------- |
|        | Équipe Cacouna | Johanne Pelletier       | Sans opposition | Sans opposition |

| Partis | Partis         | Candidats conseiller #2 | Vote            | %               |
| ------ | -------------- | ----------------------- | --------------- | --------------- |
|        | Équipe Cacouna | Rémi Beaulieu (Sortant) | Sans opposition | Sans opposition |

| Partis | Partis         | Candidats conseiller #3  | Vote            | %               |
| ------ | -------------- | ------------------------ | --------------- | --------------- |
|        | Équipe Cacouna | Francine Côté (Sortante) | Sans opposition | Sans opposition |

| Partis | Partis         | Candidats conseiller #4 | Vote            | %               |
| ------ | -------------- | ----------------------- | --------------- | --------------- |
|        | Équipe Cacouna | Ghislain Mailloux       | Sans opposition | Sans opposition |

| Partis | Partis         | Candidats conseiller #5 | Vote            | %               |
| ------ | -------------- | ----------------------- | --------------- | --------------- |
|        | Équipe Cacouna | Danielle Bélanger       | Sans opposition | Sans opposition |

| Partis | Partis         | Candidats conseiller #6 | Vote            | %               |
| ------ | -------------- | ----------------------- | --------------- | --------------- |
|        | Équipe Cacouna | Louis-René Perreault    | Sans opposition | Sans opposition |

## L'Isle-Verte
|             | Élection (2017)                                                                        | Dissolution (2021)                                                               | Élection (2021)                                                                                |
| Maire       | Ginette Caron                                                                          | Ginette Caron                                                                    | Ginette Caron                                                                                  |
| Conseillers | Véronique Dionne Ginette Côté Sophie Sirois Stéphane Dubé Jean Pelletier Bernard Nieri | Véronique Dionne Vacant Sophie Sirois Stéphane Dubé Jean Pelletier Bernard Nieri | Véronique Dionne Alexandre Côté Denis Dubé Patrick Lavallée Stéphane Lussier Catherine Desprès |

| Taux de participation :                | Taux de participation :                | Taux de participation :                | Taux de participation :                | Taux de participation :                | 41,1 % |
| Nombre de votes valides :              | Nombre de votes valides :              | Nombre de votes valides :              | Nombre de votes valides :              | Nombre de votes valides :              | 430    |
| Nombre de votes rejetées à la mairie : | Nombre de votes rejetées à la mairie : | Nombre de votes rejetées à la mairie : | Nombre de votes rejetées à la mairie : | Nombre de votes rejetées à la mairie : | 7      |
| Nombre d'électeurs inscrits :          | Nombre d'électeurs inscrits :          | Nombre d'électeurs inscrits :          | Nombre d'électeurs inscrits :          | Nombre d'électeurs inscrits :          | 1 063  |

| Candidats pour la mairie                  | Vote | %     |
| ----------------------------------------- | ---- | ----- |
| Ginette Caron (Sortante)                  | 294  | 68,37 |
| Sophie Sirois (Sortante d'un autre poste) | 136  | 31,63 |

| Candidats conseiller #1     | Vote            | %               |
| --------------------------- | --------------- | --------------- |
| Véronique Dionne (Sortante) | Sans opposition | Sans opposition |

| Candidats conseiller #2 | Vote            | %               |
| ----------------------- | --------------- | --------------- |
| Alexandre Côté          | Sans opposition | Sans opposition |

| Candidats conseiller #3 | Vote            | %               |
| ----------------------- | --------------- | --------------- |
| Denis Dubé              | Sans opposition | Sans opposition |

| Candidats conseiller #4 | Vote            | %               |
| ----------------------- | --------------- | --------------- |
| Patrick Lavallée        | Sans opposition | Sans opposition |

| Candidats conseiller #5 | Vote            | %               |
| ----------------------- | --------------- | --------------- |
| Stéphane Lussier        | Sans opposition | Sans opposition |

| Candidats conseiller #6 | Vote            | %               |
| ----------------------- | --------------- | --------------- |
| Catherine Desprès       | Sans opposition | Sans opposition |

- Démission de Patrick Lavallée, conseiller #4, le 28 juin 2022[1].

- Démission de Stéphane Lussier, conseiller #5, le 7 octobre 2022[2].

- Élection de Jean-Jacques Côté au poste de conseiller #4 le 16 octobre 2022[3].

| Candidats conseiller #4 | Vote        | %     |
| ----------------------- | ----------- | ----- |
| Jean-Jacques Côté       | 146         | 58,87 |
| Suzanne Marquis         | 88          | 35,48 |
| Sophier Sirois          | 14          | 5,65  |
| Bulletins rejetés       | 3           |       |
| Taux de participation   | 251 / 1 065 | 23,57 |

- Élection de Suzanne Marquis au poste de conseillère #5 le 27 novembre 2022[4],[5].

| Candidats conseiller #5 | Vote        | %     |
| ----------------------- | ----------- | ----- |
| Suzanne Marquis         | 123         | 67,58 |
| Ghislaine Legault       | 59          | 32,42 |
| Bulletins rejetés       | 2           |       |
| Taux de participation   | 184 / 1 067 | 17,24 |

## Notre-Dame-des-Sept-Douleurs
|             | Élection (2017)                                                         | Dissolution (2021)                                                      | Élection (2021)                                                             |
| Maire       | Louise Newbury                                                          | Louise Newbury                                                          | Louise Newbury                                                              |
| Conseillers | Charles Méthé André-Pierre Contandriopoulos Léonce Tremblay Carol Caron | Charles Méthé André-Pierre Contandriopoulos Léonce Tremblay Carol Caron | Charles Méthé André-Pierre Contandriopoulos Léonce Tremblay Luce Provencher |

| Candidats pour la mairie  | Vote            | %               |
| ------------------------- | --------------- | --------------- |
| Louise Newbury (Sortante) | Sans opposition | Sans opposition |

| Candidats conseiller #1 | Vote            | %               |
| ----------------------- | --------------- | --------------- |
| Charles Méthé (Sortant) | Sans opposition | Sans opposition |

| Candidats conseiller #2                 | Vote            | %               |
| --------------------------------------- | --------------- | --------------- |
| André-Pierre Contandriopoulos (Sortant) | Sans opposition | Sans opposition |

| Candidats conseiller #3   | Vote            | %               |
| ------------------------- | --------------- | --------------- |
| Léonce Tremblay (Sortant) | Sans opposition | Sans opposition |

| Candidats conseiller #4 | Vote            | %               |
| ----------------------- | --------------- | --------------- |
| Luce Provencher         | Sans opposition | Sans opposition |

- Démission de Léonce Tremblay, conseiller #3, le 30 décembre 2021[6].

- Élection de Joanie Harrison au poste de conseillère #3 le 5 juin 2022[7].

| Candidats conseiller #3 | Vote | %   |
| ----------------------- | ---- | --- |
| Joanie Harrison         | n/d  | n/d |
| Bruno Fortin            | n/d  | n/d |

## Notre-Dame-du-Portage
|             | Élection (2017)                                                                                  | Dissolution (2021)                                                                               | Élection (2021)                                                                                         |
| Maire       | Vincent More                                                                                     | Vincent More                                                                                     | Vincent More                                                                                            |
| Conseillers | Suzette de Rome Jacqueline Poirier Marie Diament Emmanuelle Garnaud Claude Caron Stéphane Fraser | Suzette de Rome Jacqueline Poirier Marie Diament Emmanuelle Garnaud Claude Caron Stéphane Fraser | Suzette de Rome Sylvie Côté Véronique Béliveau Christiane Pelletier Pascale Brouillette Stéphane Fraser |

| Candidats pour la mairie | Vote            | %               |
| ------------------------ | --------------- | --------------- |
| Vincent More (Sortant)   | Sans opposition | Sans opposition |

| Candidats conseiller #1    | Vote            | %               |
| -------------------------- | --------------- | --------------- |
| Suzette de Rome (Sortante) | Sans opposition | Sans opposition |

| Candidats conseiller #2 | Vote            | %               |
| ----------------------- | --------------- | --------------- |
| Sylvie Côté             | Sans opposition | Sans opposition |

| Candidats conseiller #3 | Vote | %     |
| ----------------------- | ---- | ----- |
| Véronique Béliveau      | 239  | 69,08 |
| Steven Michaud          | 107  | 30,92 |

| Candidats conseiller #4 | Vote            | %               |
| ----------------------- | --------------- | --------------- |
| Christiane Pelletier    | Sans opposition | Sans opposition |

| Candidats conseiller #5 | Vote            | %               |
| ----------------------- | --------------- | --------------- |
| Pascale Brouillette     | Sans opposition | Sans opposition |

| Candidats conseiller #6                 | Vote | %     |
| --------------------------------------- | ---- | ----- |
| Stéphane Fraser (Sortant)               | 238  | 69,19 |
| Claude Caron (Sortant d'un autre poste) | 106  | 30,81 |

## Rivière-du-Loup
|             | Élection (2017)                                                                            | Dissolution (2021)                                                                         | Élection (2021)                                                                        |
| Maire       | Sylvie Vignet                                                                              | Sylvie Vignet                                                                              | Mario Bastille                                                                         |
| Conseillers | Gérald Plourde Steeve Drapeau Nelson Lepage Jacques Minville Mario Bastille André Beaulieu | Gérald Plourde Steeve Drapeau Nelson Lepage Jacques Minville Mario Bastille André Beaulieu | Carl Thériault André Beaulieu Édith Samson Chantal Amstad Nelson Lepage Steeve Drapeau |

| Candidats pour la mairie                  | Vote            | %               |
| ----------------------------------------- | --------------- | --------------- |
| Mario Bastille (Sortant d'un autre poste) | Sans opposition | Sans opposition |

| Candidats district de la Pointe (1) | Vote            | %               |
| ----------------------------------- | --------------- | --------------- |
| Carl Thériault                      | Sans opposition | Sans opposition |

| Candidats district de la Paine (2) | Vote | %     |
| ---------------------------------- | ---- | ----- |
| André Beaulieu (Sortant)           | 460  | 63,62 |
| Alexandre Fortin Pelletier         | 263  | 36,38 |

| Candidats district de la Rivière (3) | Vote            | %               |
| ------------------------------------ | --------------- | --------------- |
| Édith Samson                         | Sans opposition | Sans opposition |

| Candidats district Fraserville (4) | Vote            | %               |
| ---------------------------------- | --------------- | --------------- |
| Chantal Amstad                     | Sans opposition | Sans opposition |

| Candidats district Saint-Patrice (5) | Vote            | %               |
| ------------------------------------ | --------------- | --------------- |
| Nelson Lepage (Sortant)              | Sans opposition | Sans opposition |

| Candidats district de l'Estuaire (6) | Vote            | %               |
| ------------------------------------ | --------------- | --------------- |
| Steeve Drapeau (Sortant)             | Sans opposition | Sans opposition |

## Saint-Antonin
|             | Élection (2017)                                                                                | Dissolution (2021)                                                                              | Élection (2021)                                                                               |
| Maire       | Michel Nadeau                                                                                  | Michel Nadeau                                                                                   | Michel Nadeau                                                                                 |
| Conseillers | Mario Fortin Dominique Dupont Alain Castonguay Jean-Rock Boucher Denis Fortin Gilles Thériault | Mario Fortin Dominique Dupont Alain Castonguay Jean-Rock Boucher Michel Gagnon Gilles Thériault | Mario Fortin Dominique Dupont Alain Castonguay Jean-Roch Boucher Fabrice Picard René Bélanger |

| Taux de participation :                | Taux de participation :                | Taux de participation :                | Taux de participation :                | Taux de participation :                | 43,3 % |
| Nombre de votes valides :              | Nombre de votes valides :              | Nombre de votes valides :              | Nombre de votes valides :              | Nombre de votes valides :              | 1 437  |
| Nombre de votes rejetées à la mairie : | Nombre de votes rejetées à la mairie : | Nombre de votes rejetées à la mairie : | Nombre de votes rejetées à la mairie : | Nombre de votes rejetées à la mairie : | 8      |
| Nombre d'électeurs inscrits :          | Nombre d'électeurs inscrits :          | Nombre d'électeurs inscrits :          | Nombre d'électeurs inscrits :          | Nombre d'électeurs inscrits :          | 3 336  |

| Candidats pour la mairie | Vote | %     |
| ------------------------ | ---- | ----- |
| Michel Nadeau (Sortant)  | 803  | 55,88 |
| Denis Fortin             | 634  | 44,12 |

| Candidats district des Six-Mille-Âcres (1) | Vote            | %               |
| ------------------------------------------ | --------------- | --------------- |
| Mario Fortin (Sortant)                     | Sans opposition | Sans opposition |

| Candidats district de l'Église (2) | Vote | %     |
| ---------------------------------- | ---- | ----- |
| Dominique Dupont (Sortant)         | 129  | 54,43 |
| Steve Marquis                      | 70   | 29,54 |
| Marc Bélanger                      | 38   | 16,03 |

| Candidats district du Vieux-Chemin (3) | Vote            | %               |
| -------------------------------------- | --------------- | --------------- |
| Alain Castonguay (Sortant)             | Sans opposition | Sans opposition |

| Candidats district de la Bleuetière (4) | Vote | %     |
| --------------------------------------- | ---- | ----- |
| Jean-Roch Boucher (Sortant)             | 239  | 78,62 |
| Jean-Paul Landry                        | 65   | 21,38 |

| Candidats district du Chemin-Neuf (5) | Vote | %     |
| ------------------------------------- | ---- | ----- |
| Fabrice Picard                        | 145  | 54,51 |
| Michel Gagnon (Sortant)               | 121  | 45,49 |

| Candidats district du Sable-et-de-la-Forêt (6) | Vote            | %               |
| ---------------------------------------------- | --------------- | --------------- |
| René Bélanger                                  | Sans opposition | Sans opposition |

## Saint-Arsène
|             | Élection (2017)                                                                   | Dissolution (2021)                                                                | Élection (2021)                                                                   |
| Maire       | Mario Lebel                                                                       | Mario Lebel                                                                       | Mario Lebel                                                                       |
| Conseillers | Régis Michaud Marc Rioux Pierre Dubé Robin Plourde Marc Dionne Vallier Desjardins | Régis Michaud Marc Rioux Pierre Dubé Robin Plourde Marc Dionne Vallier Desjardins | Régis Michaud Marc Rioux Yannick Fortin Robin Plourde Marc Dionne Sébastien Morin |

| Candidats pour la mairie | Vote            | %               |
| ------------------------ | --------------- | --------------- |
| Mario Lebel (Sortant)    | Sans opposition | Sans opposition |

| Candidats conseiller #1 | Vote            | %               |
| ----------------------- | --------------- | --------------- |
| Régis Michaud (Sortant) | Sans opposition | Sans opposition |

| Candidats conseiller #2 | Vote            | %               |
| ----------------------- | --------------- | --------------- |
| Marc Rioux (Sortant)    | Sans opposition | Sans opposition |

| Candidats conseiller #3 | Vote            | %               |
| ----------------------- | --------------- | --------------- |
| Yannick Fortin          | Sans opposition | Sans opposition |

| Candidats conseiller #4 | Vote            | %               |
| ----------------------- | --------------- | --------------- |
| Robin Plourde (Sortant) | Sans opposition | Sans opposition |

| Candidats conseiller #5 | Vote            | %               |
| ----------------------- | --------------- | --------------- |
| Marc Dionne (Sortant)   | Sans opposition | Sans opposition |

| Candidats conseiller #6 | Vote            | %               |
| ----------------------- | --------------- | --------------- |
| Sébastien Morin         | Sans opposition | Sans opposition |

## Saint-Cyprien
|             | Élection (2017)                                                               | Dissolution (2021)                                                      | Élection (2021)                                                                       |
| Maire       | Michel Lagacé                                                                 | Michel Lagacé                                                           | Michel Lagacé                                                                         |
| Conseillers | Jérôme Lebel Alain Denis Miguel Ouellet Enrico Bélanger Ève Bachand Alain Roy | Jérôme Lebel Alain Denis Miguel Ouellet Annabelle Dubé Vacant Alain Roy | Jérôme Lebel Luc St-Pierre Miguel Ouellet Annabelle Dubé Véronique Bouchard Alain Roy |

| Candidats pour la mairie | Vote            | %               |
| ------------------------ | --------------- | --------------- |
| Michel Lagacé (Sortant)  | Sans opposition | Sans opposition |

| Candidats conseiller #1 | Vote            | %               |
| ----------------------- | --------------- | --------------- |
| Jérôme Lebel (Sortant)  | Sans opposition | Sans opposition |

| Candidats conseiller #2 | Vote            | %               |
| ----------------------- | --------------- | --------------- |
| Luc St-Pierre           | Sans opposition | Sans opposition |

| Candidats conseiller #3  | Vote            | %               |
| ------------------------ | --------------- | --------------- |
| Miguel Ouellet (Sortant) | Sans opposition | Sans opposition |

| Candidats conseiller #4   | Vote            | %               |
| ------------------------- | --------------- | --------------- |
| Annabelle Dubé (Sortante) | Sans opposition | Sans opposition |

| Candidats conseiller #5 | Vote            | %               |
| ----------------------- | --------------- | --------------- |
| Véronique Bouchard      | Sans opposition | Sans opposition |

| Candidats conseiller #6 | Vote            | %               |
| ----------------------- | --------------- | --------------- |
| Alain Roy (Sortant)     | Sans opposition | Sans opposition |

## Saint-François-Xavier-de-Viger
|             | Élection (2017)                                                                          | Dissolution (2021)                                                                       | Élection (2021)                                                                           |
| Maire       | Yvon Caron                                                                               | Yvon Caron                                                                               | Yvon Caron                                                                                |
| Conseillers | Jean Bernier Stéphane Boucher Sonny Sirois Marie-Rose Plourde Bernard Tardif Renée Soucy | Jean Bernier Stéphane Boucher Sonny Sirois Marie-Rose Plourde Bernard Tardif Renée Soucy | Pierre Bérubé Stéphane Boucher Sonny Sirois Marie-Rose Plourde Bernard Tardif Renée Soucy |

| Taux de participation :                | Taux de participation :                | Taux de participation :                | Taux de participation :                | Taux de participation :                | 39,5 % |
| Nombre de votes valides :              | Nombre de votes valides :              | Nombre de votes valides :              | Nombre de votes valides :              | Nombre de votes valides :              | 103    |
| Nombre de votes rejetées à la mairie : | Nombre de votes rejetées à la mairie : | Nombre de votes rejetées à la mairie : | Nombre de votes rejetées à la mairie : | Nombre de votes rejetées à la mairie : | 2      |
| Nombre d'électeurs inscrits :          | Nombre d'électeurs inscrits :          | Nombre d'électeurs inscrits :          | Nombre d'électeurs inscrits :          | Nombre d'électeurs inscrits :          | 266    |

| Candidats pour la mairie | Vote | %     |
| ------------------------ | ---- | ----- |
| Yvon Caron (Sortant)     | 90   | 87,38 |
| Roger Plante             | 13   | 12,62 |

| Candidats conseiller #1 | Vote            | %               |
| ----------------------- | --------------- | --------------- |
| Pierre Bérubé           | Sans opposition | Sans opposition |

| Candidats conseiller #2    | Vote            | %               |
| -------------------------- | --------------- | --------------- |
| Stéphane Boucher (Sortant) | Sans opposition | Sans opposition |

| Candidats conseiller #3 | Vote            | %               |
| ----------------------- | --------------- | --------------- |
| Guy Sirois (Sortant)    | Sans opposition | Sans opposition |

| Candidats conseiller #4       | Vote            | %               |
| ----------------------------- | --------------- | --------------- |
| Marie-Rose Plourde (Sortante) | Sans opposition | Sans opposition |

| Candidats conseiller #5  | Vote            | %               |
| ------------------------ | --------------- | --------------- |
| Bernard Tardif (Sortant) | Sans opposition | Sans opposition |

| Candidats conseiller #6 | Vote            | %               |
| ----------------------- | --------------- | --------------- |
| Renée Soucy (Sortante)  | Sans opposition | Sans opposition |

- Démission de Renée Soucy, conseillère #6, le 12 juin 2023[8].

- Démission de Stéphane Boucher, conseiller #2, le 13 septembre 2023[9].

- Élection sans opposition de Florent Tardif au poste de conseiller #2 et élection de Donatien Boucher au poste de conseiller #6 le 5 novembre 2023[10].

| Candidats conseiller #2 | Vote            | %               |
| ----------------------- | --------------- | --------------- |
| Florent Tardif          | Sans opposition | Sans opposition |

| Candidats conseiller #6 | Vote     | %     |
| ----------------------- | -------- | ----- |
| Donatien Boucher        | 81       | 91,01 |
| Roger Plante            | 8        | 8,99  |
| Bulletins rejetés       | 0        |       |
| Taux de participation   | 89 / 266 | 33,46 |

## Saint-Hubert-de-Rivière-du-Loup
|             | Élection (2017)                                                                                   | Dissolution (2021)                                                            | Élection (2021)                                                                       |
| Maire       | Gilles Couture                                                                                    | Gilles Couture                                                                | Josée Ouellet                                                                         |
| Conseillers | Rémi Ouellet Manon Belzile Bertrand Thériault Claude Boucher Guylaine D'Amours Aucune candidature | Rémi Ouellet Manon Belzile Vacant Claude Boucher Guylaine D'Amours Carl Gagné | Rémi Ouellet Manon Belzile Gérald Plourde Claude Boucher Guylaine D'Amours Carl Gagné |

| Candidats pour la mairie | Vote            | %               |
| ------------------------ | --------------- | --------------- |
| Josée Ouellet            | Sans opposition | Sans opposition |

| Candidats conseiller #1 | Vote            | %               |
| ----------------------- | --------------- | --------------- |
| Rémi Ouellet (Sortant)  | Sans opposition | Sans opposition |

| Candidats conseiller #2  | Vote            | %               |
| ------------------------ | --------------- | --------------- |
| Manon Belzile (Sortante) | Sans opposition | Sans opposition |

| Candidats conseiller #3 | Vote            | %               |
| ----------------------- | --------------- | --------------- |
| Gérald Plourde          | Sans opposition | Sans opposition |

| Candidats conseiller #4  | Vote            | %               |
| ------------------------ | --------------- | --------------- |
| Claude Boucher (Sortant) | Sans opposition | Sans opposition |

| Candidats conseiller #5      | Vote            | %               |
| ---------------------------- | --------------- | --------------- |
| Guylaine D'Amours (Sortante) | Sans opposition | Sans opposition |

| Candidats conseiller #6 | Vote            | %               |
| ----------------------- | --------------- | --------------- |
| Carl Gagné (Sortant)    | Sans opposition | Sans opposition |

## Saint-Modeste
|             | Élection (2017)                                                                                           | Dissolution (2021)                                                                                        | Élection (2021)                                                                                        |
| Maire       | Louis-Marie Bastille                                                                                      | Louis-Marie Bastille                                                                                      | Louis-Marie Bastille                                                                                   |
| Conseillers | Cynthia Gamache Émile-Olivier Desgens Yannick Bélanger Danny Michaud Stéphanie Gaudreault Simon Pelletier | Cynthia Gamache Émile-Olivier Desgens Yannick Bélanger Danny Michaud Stéphanie Gaudreault Simon Pelletier | Cynthia Gamache Émile-Olivier Desgens Yannick Bélanger Danny Michaud Josianne Lévesque Simon Pelletier |

| Partis | Partis                      | Candidats pour la mairie       | Vote            | %               |
| ------ | --------------------------- | ------------------------------ | --------------- | --------------- |
|        | Équipe Louis-Marie Bastille | Louis-Marie Bastille (Sortant) | Sans opposition | Sans opposition |

| Partis | Partis                      | Candidats conseiller #1    | Vote            | %               |
| ------ | --------------------------- | -------------------------- | --------------- | --------------- |
|        | Équipe Louis-Marie Bastille | Cynthia Gamache (Sortante) | Sans opposition | Sans opposition |

| Partis | Partis                      | Candidats conseiller #2         | Vote            | %               |
| ------ | --------------------------- | ------------------------------- | --------------- | --------------- |
|        | Équipe Louis-Marie Bastille | Émile-Olivier Desgens (Sortant) | Sans opposition | Sans opposition |

| Partis | Partis                      | Candidats conseiller #3    | Vote            | %               |
| ------ | --------------------------- | -------------------------- | --------------- | --------------- |
|        | Équipe Louis-Marie Bastille | Yannick Bélanger (Sortant) | Sans opposition | Sans opposition |

| Partis | Partis                      | Candidats conseiller #4 | Vote            | %               |
| ------ | --------------------------- | ----------------------- | --------------- | --------------- |
|        | Équipe Louis-Marie Bastille | Dany Michaud (Sortante) | Sans opposition | Sans opposition |

| Partis | Partis                      | Candidats conseiller #5 | Vote            | %               |
| ------ | --------------------------- | ----------------------- | --------------- | --------------- |
|        | Équipe Louis-Marie Bastille | Josianne Lévesque       | Sans opposition | Sans opposition |

| Partis | Partis                      | Candidats conseiller #6   | Vote            | %               |
| ------ | --------------------------- | ------------------------- | --------------- | --------------- |
|        | Équipe Louis-Marie Bastille | Simon Pelletier (Sortant) | Sans opposition | Sans opposition |

## Saint-Paul-de-la-Croix
|             | Élection (2017)                                                                                 | Dissolution (2021)                                                                                   | Élection (2021)                                                                               |
| Maire       | Simon Périard                                                                                   | Jérôme Dancause                                                                                      | Jérôme Dancause                                                                               |
| Conseillers | Julie Bélanger Micheline Gagné Jérôme Dancause Johanne Charron Réjean Caron Christine Malenfant | Sylvain Desmeules Marjolaine April Eric Pellerin Guillaume Des Laurier Johanne Charron Serge Boucher | Aucune candidature Marjolaine April Eric Pellerin Nancy St-Pierre Johanne Charron Daniel Dion |

| Candidats pour la mairie  | Vote            | %               |
| ------------------------- | --------------- | --------------- |
| Jérôme Dancause (Sortant) | Sans opposition | Sans opposition |

| Candidats conseiller #1 | Vote | % |
| ----------------------- | ---- | - |
| Aucune candidature      |      |   |

| Candidats conseiller #2     | Vote            | %               |
| --------------------------- | --------------- | --------------- |
| Marjolaine April (Sortante) | Sans opposition | Sans opposition |

| Candidats conseiller #3  | Vote            | %               |
| ------------------------ | --------------- | --------------- |
| Éric Pellerin (Sortante) | Sans opposition | Sans opposition |

| Candidats conseiller #4 | Vote            | %               |
| ----------------------- | --------------- | --------------- |
| Nancy St-Pierre         | Sans opposition | Sans opposition |

| Candidats conseiller #5    | Vote            | %               |
| -------------------------- | --------------- | --------------- |
| Johanne Charron (Sortante) | Sans opposition | Sans opposition |

| Candidats conseiller #6 | Vote            | %               |
| ----------------------- | --------------- | --------------- |
| Daniel Dion             | Sans opposition | Sans opposition |

- Entrée au conseil d'Annie Bégin-Chamass au poste de conseillère #1 dès la séance du 6 avril 2022[11].

| Candidats conseiller #1 | Vote | %   |
| ----------------------- | ---- | --- |
| Annie Bégin-Chamass     | n/d  | n/d |

- Démission d'Éric Pellerin, conseiller #3, le 18 juillet 2023[12].

## Saint-Épiphane
|             | Élection (2017)                                                                                    | Dissolution (2021)                                                                                 | Élection (2021)                                                                                 |
| Maire       | Renald Côté                                                                                        | Renald Côté                                                                                        | Aucune candidature                                                                              |
| Conseillers | Pâquerette Thériault Vallier Côté Caroline Coulombe Abel Thériault Guillaume Tardif Sébastien Dubé | Pâquerette Thériault Vallier Côté Caroline Coulombe Abel Thériault Guillaume Tardif Sébastien Dubé | Pâquerette Thériault Vallier Côté Caroline Coulombe Nicolas Dionne Guillaume Tardif Rénald Côté |

| Candidats pour la mairie | Vote | % |
| ------------------------ | ---- | - |
| Aucune candidature       |      |   |

| Candidats conseiller #1         | Vote            | %               |
| ------------------------------- | --------------- | --------------- |
| Pâquerette Thériault (Sortante) | Sans opposition | Sans opposition |

| Candidats conseiller #2 | Vote            | %               |
| ----------------------- | --------------- | --------------- |
| Vallier Côté (Sortant)  | Sans opposition | Sans opposition |

| Candidats conseiller #3      | Vote            | %               |
| ---------------------------- | --------------- | --------------- |
| Caroline Coulombe (Sortante) | Sans opposition | Sans opposition |

| Candidats conseiller #4 | Vote            | %               |
| ----------------------- | --------------- | --------------- |
| Nicolas Dionne          | Sans opposition | Sans opposition |

| Candidats conseiller #5    | Vote            | %               |
| -------------------------- | --------------- | --------------- |
| Guillaume Tardif (Sortant) | Sans opposition | Sans opposition |

| Candidats conseiller #6                | Vote            | %               |
| -------------------------------------- | --------------- | --------------- |
| Renald Côté (Sortant d'un autre poste) | Sans opposition | Sans opposition |

- Élection sans opposition de Rachelle Caron au poste de mairesse le 1er novembre 2021[13].

| Candidats pour la mairie | Vote            | %               |
| ------------------------ | --------------- | --------------- |
| Rachelle Caron           | Sans opposition | Sans opposition |